# Presidente della Repubblica Democratica Araba dei Sahrawi
Il Presidente della Repubblica Democratica Araba dei Sahrawi è il capo di Stato della Repubblica Democratica Araba dei Sahrawi (RASD), governo in esilio con sede nei campi profughi sahrawi di Tindouf, Algeria. Dalla dichiarazione di indipendenza del 27 febbraio 1976 fino all'agosto 1982, il capo di Stato della RASD era conosciuto come presidente del Consiglio rivoluzionario. L'attuale nome del Presidente della RDAS è stato stabilito nell'agosto 1982, dopo una modifica alla costituzione apportata dal quinto congresso generale del Fronte Polisario, la cui carica sarebbe stata affidata al Segretario Generale del Polisario. Il primo presidente fu El Ouali Mustafa Sayed dal 29 febbraio 1976 fino alla sua morte il 9 giugno 1976.
Il poteri della presidenza sono ampi e sono stati oggetto di modifiche in diversi emendamenti costituzionali, l'ultimo nel 1995.
Il presidente che è durato più a lungo in carica è stato Mohamed Abdelaziz con 39 anni e 275 giorni.

## Elenco
| № | Presidente | Nome                                      | Inizio           | Fine             | Durata mandato      | Partito   | Note  |
| - | ---------- | ----------------------------------------- | ---------------- | ---------------- | ------------------- | --------- | ----- |
| 1 |            | El Ouali Mustafa Sayed (1948-1976)        | 27 febbraio 1976 | 9 giugno 1976 †  | 101 giorni          | POLISARIO |       |
| 2 |            | Mahfoud Ali Beiba (1953–2010) Provvisorio | 9 giugno 1976    | 30 agosto 1976   | 82 giorni           | POLISARIO |       |
| 3 |            | Mohamed Abdelaziz (1947–2016)             | 30 agosto 1976   | 31 maggio 2016 † | 39 anni, 275 giorni | POLISARIO |       |
| 4 |            | Khatri Addouh (1956-) Provvisorio         | 31 maggio 2016   | 12 luglio 2016   | 42 giorni           | POLISARIO | [ 4 ] |
| 5 |            | Brahim Ghali (1949-)                      | 12 luglio 2016   | In carica        | In carica           | POLISARIO |       |